# Hemipenthes mischanensis
Hemipenthes mischanensis är en tvåvingeart som beskrevs av Paramonov 1927. Hemipenthes mischanensis ingår i släktet Hemipenthes och familjen svävflugor.
Artens utbredningsområde är Armenien. Inga underarter finns listade i Catalogue of Life.